# Mesoproboloides cruxlorraina
Mesoproboloides cruxlorraina is een vlokreeftensoort uit de familie van de Stenothoidae. De wetenschappelijke naam van de soort is voor het eerst geldig gepubliceerd in 1981 door Moore.